# Dearborn (Michigan)
Pour les articles homonymes, voir Dearborn.
Dearborn est une ville située dans l’État américain du Michigan, dans le comté de Wayne. Elle est une banlieue de Détroit. Selon le recensement de 2010, sa population est de 98 153 habitants. C'est la 8e plus grande ville de l'État du Michigan. La ville a été ainsi nommée en mémoire de Henry Dearborn, soldat et homme d’État américain.

## Économie
Dearborn est un centre d'industrie, de culture et d'éducation dans l'aire métropolitaine de Détroit. C'est la ville natale de Henry Ford. Elle héberge aujourd'hui les bureaux de la direction internationale de l'entreprise Ford. Près du siège de la compagnie, se trouve le Centre Henry Ford (The Henry Ford, également connu sous le nom du Musée Henry Ford et village de Greenfield), vaste complexe qui abrite un grand musée consacré à la préservation des objets qui ont marqué l'histoire américaine ainsi que la reconstitution d'un village ancien.
C'est à Dearborn que se trouve l'usine Ford de River Rouge (en), dont les chaînes de montage produisirent les premières Ford T. River Rouge produisit également la Ford V8 (1932-1949), la première Mercury, la Ford Thunderbird et pendant près de quarante ans la Ford Mustang. L'usine produit actuellement des pick-ups de la série Ford F150.
En 2023, Dearborn est devenue la première ville à majorité arabe des États-Unis.

## Démographie
| Groupe            | Dearborn | Michigan | États-Unis |
| ----------------- | -------- | -------- | ---------- |
| Blancs            | 89,1     | 79,0     | 72,4       |
| Afro-Américains   | 4,0      | 14,2     | 12,6       |
| Métis             | 4,0      | 2,3      | 2,9        |
| Asiatiques        | 1,7      | 2,4      | 4,8        |
| Autres            | 0,9      | 1,5      | 6,4        |
| Amérindiens       | 0,2      | 0,6      | 0,9        |
| Total             | 100      | 100      | 100        |
|                   |          |          |            |
| Latino-Américains | 3,5      | 4,4      | 16,7       |

Une des plus grandes communautés arabe et musulmane d'Amérique du Nord est implantée à Dearborn et consiste en une population de plus de 44 000 personnes (46,3 % de la population de la ville) en 2017. Cette communauté arabe est majoritairement d'origine libanaise et irakienne. La plus grande mosquée d'Amérique du Nord, l'Islamic Center of America, ainsi que le musée national arabo-américain sont situés dans la ville.
Selon l'American Community Survey, pour la période 2011-2015, 52,84 % de la population âgée de plus de 5 ans déclare parler l'anglais à la maison, 40,35 % déclare parler l'arabe, 1,61 % l'espagnol, 0,66 % l'italien et 4,54 % une autre langue.

## Université du Michigan
Dearborn est le siège d'un des trois campus de l'université du Michigan (les autres sont à Ann Arbor et Flint), et le Henry Ford Community College.

## Sport
C'est à Dearborn que la franchise de basket-ball des Lakers de Los Angeles est fondée, en 1946, sous le nom de Gems de Détroit, et évolue dans la National Basketball League (NBL). L'unique saison se finit par un triste bilan de 4 victoires pour 40 défaites. L'année suivante l'équipe est rachetée par Ben Berger et Morris Chalfen qui délocalisent la franchise à Minneapolis. Ils en profitent pour renommer l'équipe en Lakers se référant aux nombreux lacs dans la région de Minneapolis (Lakers signifiant en anglais les habitants des lacs).

## Personnalités liées à la commune
- Don Matheson, acteur, né à Dearborn en 1929 ;
- Henry Ford, industriel, né et mort à Dearborn ;
- George Peppard, acteur de la série Agence tous risques (John « Hannibal » Smith),repose à Dearborn aux côtés de ces parents[non pertinent] ;
- Brandi Love, actrice pornographique, née à Dearborn en 1973
- Ali Kabani (Myth), streamer, né à Deadborn en 1999.

## Dans la culture populaire
Dearborn est aussi la ville où vit « Ash » Williams et où se passe l'action dans le jeu vidéo pour PS2 et Xbox Evil Dead: a fistful of Boomstick.